# فرودگاه سانتیاگو د کمپوستلا
فرودگاه سانتیاگو د کمپوستلا (به انگلیسی: Santiago de Compostela Airport) (به زبان بومی: Aeroporto de Santiago de Compostela) یک فرودگاه ۸۰۴۱ است که یک باند فرود ۳۲۰۰ دارد و طول باند آن ۱۰۴۹۹ متر است. این فرودگاه در کشور سانتیاگو د کمپوستلا قرار دارد و در ارتفاع ۱۲۱۳ متری از سطح دریا واقع شده است.

## شرکت‌های هواپیمایی و مقصدهای پروازی
| شرکت‌های هواپیمایی                     | مقصدهای پروازی |
| ------------------------------------- | --- |
| ایر لینگاس                            | فصلی: دوبلین |
| ایر اروپا                             | گرن کناریا، لانزاروته، تنریف شمالی، تنریف جنوبی فصلی: فوئرته‌ونتورا، ایبیزا، منورکا، پالما د مایورکا                                                                                                |
| ایزی‌جت                                | میلانو مالپنسا فصلی: گاتویک |
| easyJet Switzerland                   | بازل-مولوز-فرایبورگ اروپا، ژنو |
| شبه‌جزیره ایبری                        | مادرید-باراخاس |
| ایبریا اکسپرس                         | مادرید-باراخاس |
| Iberia Regional اجرا توسط ایر نوستروم | بیلبائو، تنریف شمالی فصلی: فوئرته‌ونتورا، گرن کناریا، کریستیانو رونالدو، پالما د مایورکا |
| لوفت‌هانزا                             | فرانکفورت، مونیخ |
| رایان‌ایر                              | آلیکانته-الچه، بارسلونا-ال پرات، اوریو آل سریو، گرن کناریا، فرانکفورت-هان، لانزاروته، استانستد لندن، مادرید-باراخاس، مالاگا، پالما د مایورکا، سن پابلو، تنریف جنوبی، والنسیا                       |
| سوئیس اینترنشنال ایرلاینز             | فصلی: زوریخ |
| ویولینگ                               | اسخیپول آمستردام، بارسلونا-ال پرات، فوئرته‌ونتورا، لانزاروته، گاتویک، مالاگا، پالما د مایورکا، شارل دوگل پاریس، لئوناردو دا وینچی-فیومیچینو، تنریف شمالی فصلی: آلیکانته-الچه، بروکسل، ایبیزا، زوریخ |